# Muzeum Suworowa w Kobryniu
Muzeum Aleksandra Suworowa w Kobryniu (ros. Кобринский военно-исторический музей имени А. В. Суворова) – muzeum poświęcone pamięci rosyjskiego generała, do którego na przełomie XVIII i XIX wieku należały dobra kobryńskie. 
Założone w 1946 i udostępnione zwiedzającym dwa lata później (w dniu 1 maja) muzeum składa się z dwóch ekspozycji stałych umieszczonych w różnych budynkach. Pierwsza z nich to Dom–muzeum Aleksandra Suworowa z 1794 r. (w okresie międzywojennym był nazwany Dworkiem Traugutta, gdyż w 1860 r. mieszkał w nim przyszły dyktator Powstania Styczniowego), przeniesiony po II wojnie światowej z terenu kobryńskiego parku), drugi to Historia Ziemi Kobryńskiej (ros. История Кобринщины). 
W 2004 opodal muzeum rozpoczęto budowę Cerkwi Narodzenia Pańskiego poświęconej pamięci Suworowa. 

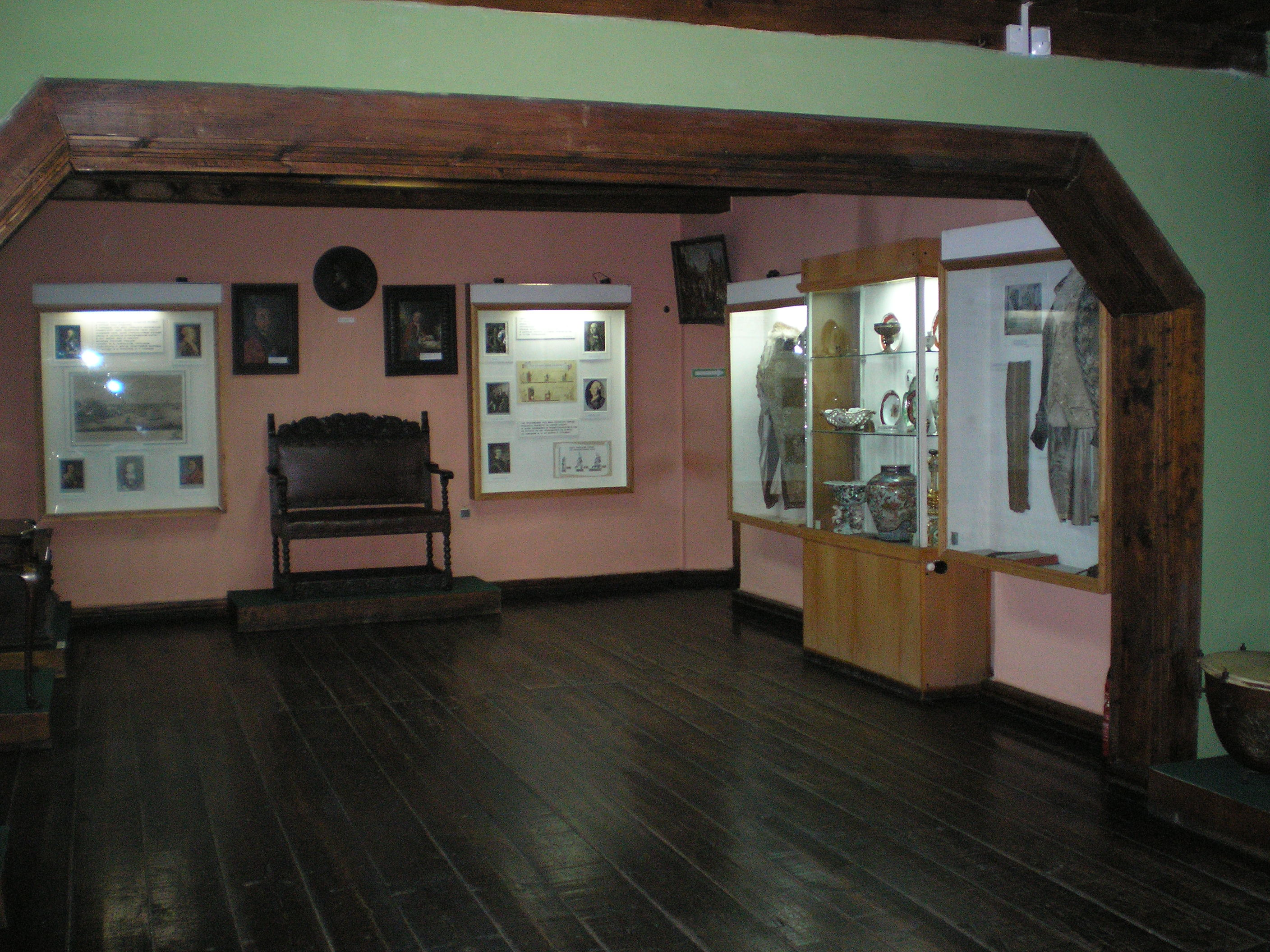
Wnętrze muzeum